# Paleoklimatológia

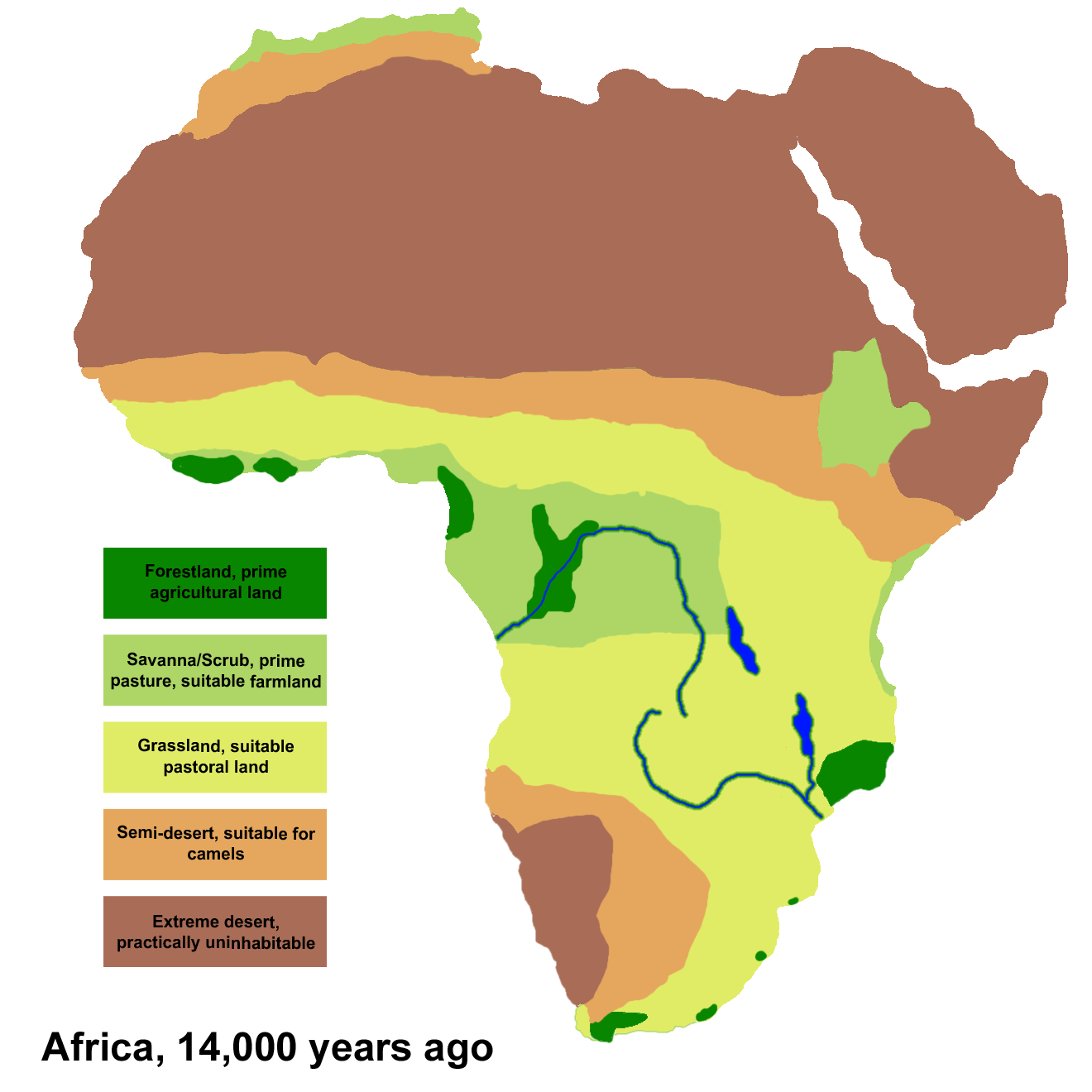
Afrika éghajlati övei i.e. körül

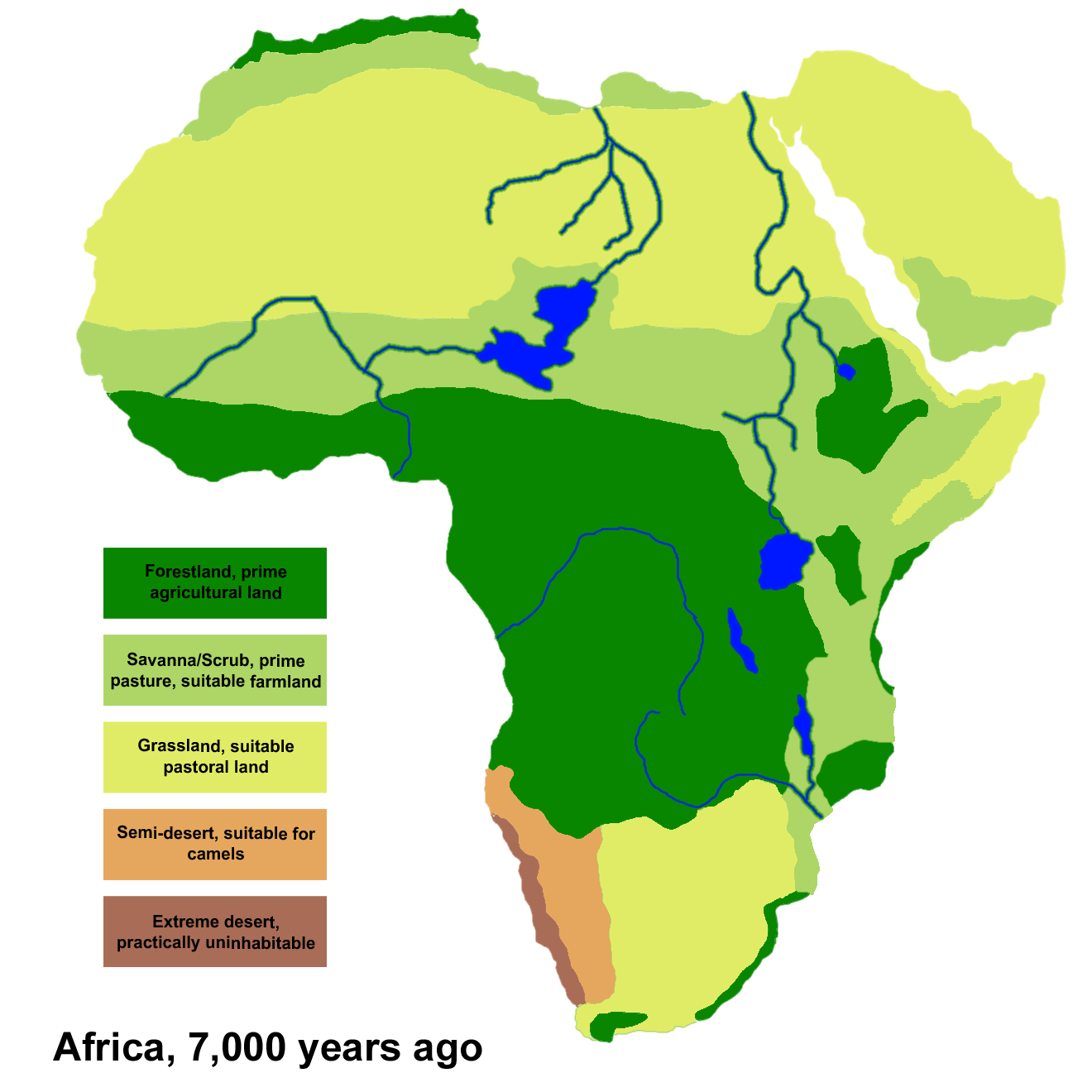
Afrika éghajlati övei i.e. körül, a (mostaninál melegebb) ú.n. holocén éghajlati optimum idején

A paleoklimatológia a földtörténeti korok éghajlati viszonyait vizsgáló tudományág, amely eredményeit rendkívül különböző tudományterületekről nyeri.

## A klímatörténet forrásai
Az múltbeli éghajlatok rekonstruálására használható adatokat Wolfgang Behringer két csoportra bontja: a Föld és a társadalom archívumaira (Behringer, 2007)

### A Föld archívumai
„A Föld archívumai” azok a természetes lerakódások, amelyekből információkat nyerhetünk az elmúlt időszakok éghajlatáról. Minél távolabbra megyünk vissza az időben, ezek az információk annál pontatlanabbak és annál átlagolóbb jellegűek, annál kevésbé teszik lehetővé az éghajlat természetes változékonyságának megismerését. Az egyes mintatípusokkal és vizsgálatukkal különböző résztudományok foglalkoznak.

#### Fák évgyűrűi
Az utóbbi egy-két ezer év időjárásáról hasznos ismereteket adnak a nagyon öreg fák évgyűrűi (Az Észak-Amerikában növő szálkástobozú fenyő (Pinus aristata) egyes példányai négyezer évet is elérnek. Az évgyűrűk korát meghatározó dendrokronológia alapjait a 20. század elején, az Egyesült Államokban dolgozták ki. Az éghajlat évgyűrű alapú vizsgálatával a dendroklimatológia foglalkozik.
Az évgyűrű alapú adatok meglehetősen bizonytalanok, és e bizonytalanságot számos értelmező jelentősen alábecsli. A fák növekedését ugyanis számos, egymástól többé-kevésbé független tényező (hőmérséklet és napsütéses órák száma, csapadék és annak megoszlása, kártevők stb.) befolyásolja, és az évgyűrű vastagsága ezek együttes hatását tükrözi. Ezen tényezők mindegyikére igaz, hogy a különböző növényfajok nagyon eltérően reagálnak rájuk: így például a sok csapadék a fenyőfélék növekedésének kedvez, a gabonáknak viszont nagyon előnytelen. Másrészt a növekedésben rendkívül erőteljes a mikroklíma szerepe, és az pár száz méteren belül egyes években az egyik, máskor a másik fának kedvezhet, esetlegessé téve a következtetéseket.

#### Kéregzuzmók
A kéregzuzmók növekedési ütemét vizsgálja a lichenometria. Hibalehetőségei a dendroklimatológiáéhoz hasonlóak.

#### Virágpor, spórák
A különböző növényfajták kövületekben, illetve reduktív közegekben (tavak, tengerek fenekén, lápokban) megmaradt virágporát, illetve spóráit a palinológia vizsgálja. Ezek a módszerrel több tízezer esztendőre tekinthetünk vissza viszonylag megbízhatóan, mivel az üledékgyűjtőkbe nagyobb lehordási területekről jut be az anyag, és nem egyetlen faj, hanem komplett növénytársulások szaporítóanyagait vizsgálhatjuk.

#### Gleccserek, végmorénák
A gleccserek a hidegebb éghajlatú korszakokban meghosszabbodnak, a melegebbekben visszahúzódnak, és ezek a változások felismerhetők abból, hogy hol rakják le hordalékukat.

#### Jégtakarók

A déli félteke átlaghőmérséklete az elmúlt 800 ezer évben az EPICA jégmagfúrás alapján

A sarki jégtakarókban az egyes évek hólerakódásai többé-kevésbé fölismerhető rétegeket alkotnak, és ezek vastagsága az adott évben hullott csapadékmenyiségét jelzi. Az eljegesedett hórétegekbe zárt apró légbuborékok az elmúlt mintegy négyszázezer év légkörének kémiai összetételéről tájékoztatnak.
A jégpajzsokat a Grönlandon, illetve az Antarktiszon nemzetközi együttműködésekkel mélyített jégmagfúrások tárják fel — az Antarktiszon mélyített EPICA fúrással 800 ezer évre tekinthetünk vissza.

#### Finomszemű üledékek
Az üledékek lerakódását és kőzetté alakulását (diagenezis) a szedimentológia (üledékföldtan) vizsgálja.
Az éves ritmusban, rétegesen lerakódó agyagos üledékek, a varvok ciklusainak számlálásával akár 40–100 ezer évre is visszatekinthetünk.
Az óceánfenék üledékeit a 20. század második felében kifejlesztett mélytengeri kutatófúrásokkal hozzák felszínre.

#### Ősmaradványok
A különböző mélységekben feltárt tengeri üledékek a régmúlt korok élővilágának maradványait zárják magukba; ezekkel a paleontológia foglalkozik. A fajösszetétel az élőhelyekről, a mészvázak oxigénizotóp-összetétele a hőmérsékletről szolgáltat információkat akár több százmillió évvel ezelőttről.

### A társadalom archívumai

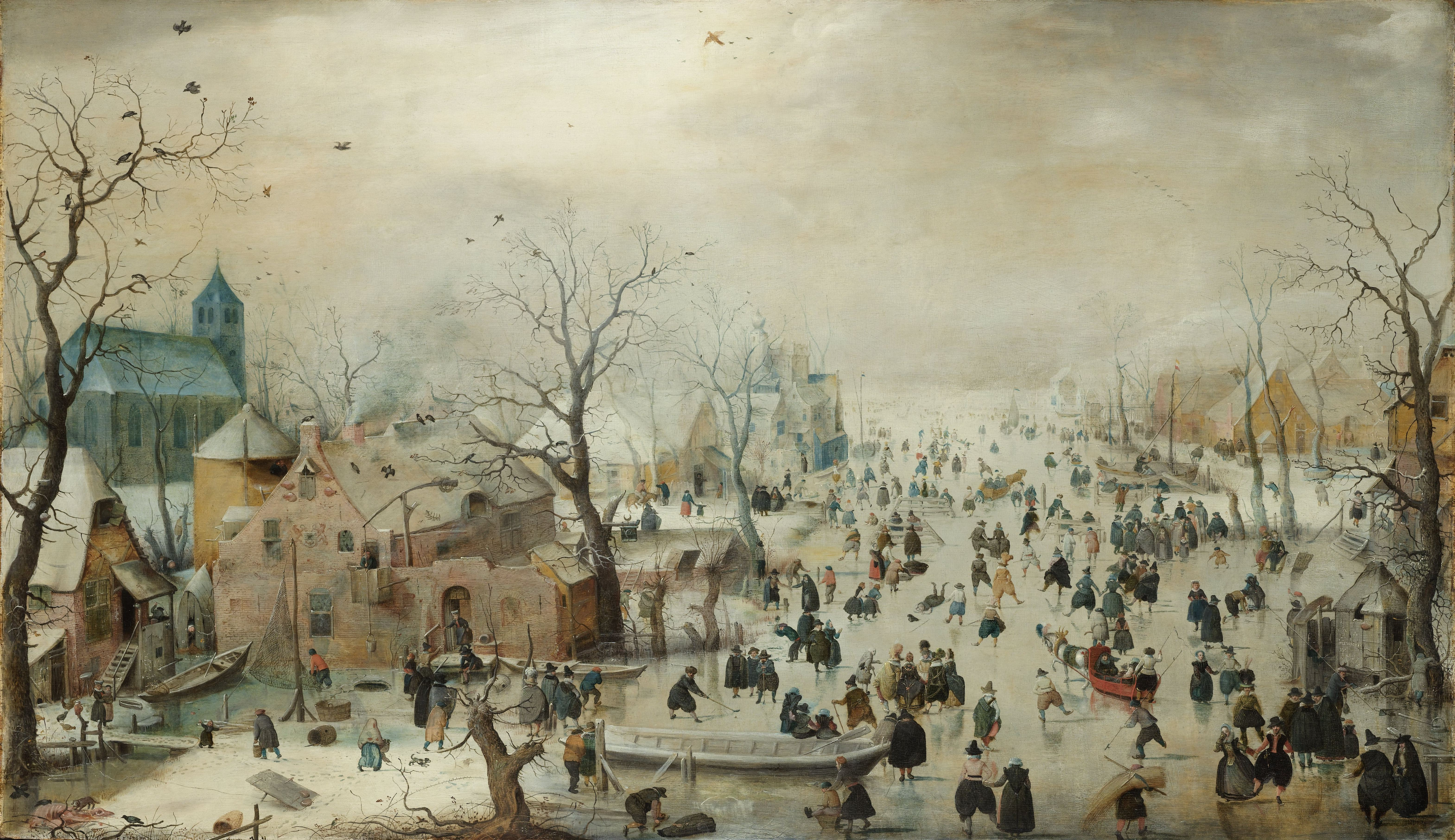
Hendrick Avercamp (1608 körül): Téli táj korcsolyázókkal

Az utolsó évezred éghajlati változásait akár történelmi forrásokból is nyomon követhetjük. A különböző korokból származó források — levelek, krónikák, naplók, évkönyvek, régi újságok, könyvek, memoárok — számos helyen utalnak időjárási eseményekre. Egyes vidékeken évszázadokon át gondosan vezették a mezőgazdasági adókat, ami közvetve utal az időjárás és éghajlat termést befolyásoló hatásaira.

#### Közvetlen adatok
Kiemelkedően fontosak az időjárásról, illetve éghajlatról írt naplójegyzetek. Ezeket a Regiomontanus néven alkotó Johannes Müller tette rendszeressé, amikor csillagászati naptárában üres sorokat hagyott a privát bejegyzések számára, arra ösztönözve a naptár vásárlóit, hogy az így rögzített időjárási adatokat a csillagok állásával összevetve próbálják meg előre jelezni a várható időjárást. Külön értékesek Kilian Leib Ágoston-rendi kanonok (1471–1553) és Wolfgang Haller zürichi teológus 15, illetve 21 éven át vezetett, részletes feljegyzései.

#### Közvetett adatok
A legrendszerezettebb, tehát legfontosabb ilyen adatok az egyes haszonnövények (gabona, szőlő stb.) termését és az azt befolyásoló tényezőket (első hó, vizek befagyása, hótakaró elolvadása, aszály, jégkár stb.) rögzítik. Rendszeres feljegyzések őrzik a fontosabb mezőgazdasági munkák (vetés, aratás, szüret stb.) kezdésének időpontjait. Még inkább közvetve utal az időjárásra az egyháznak fizetett tized évről évre változó mennyisége, a kenyérgabona ára és több más adat is. A legkülönfélébb európai közvetett adatokat Christian Pfister svájci társadalomtörténész és Rüdiger Glaser német térképész is nagy adatbankokban gyűjtötte össze.
Japánban rituális okokból igen hosszú ideje jegyzik, hogy az év mely napján kezdődik a cseresznyevirágzás.

## Kormeghatározás
Az írott történelem előtti időszak maradványainak ún. abszolút korát a radioaktív izotópok bomlástermékei alapján, radiometrikusan határozzák meg. Körülbelül 40–50 ezer éves visszatekintést tesz lehetővé a Willard F. Libby és munkatársai által 1949-ben feltalált szénizotópos kormeghatározás